# Friedrich Sell (Germanist)
Friedrich Carl Bernhard Sell (* 6. Januar 1892 in Bonn; † 12. August 1956) war ein deutscher Germanist, Geschichtspädagoge und Emigrant in die USA.

## Leben
Der Sohn des Bonner Theologieprofessors Karl Sell besuchte in Bonn das Städtische Gymnasium und studierte in Heidelberg, Leipzig und an der Bonner Universität Geschichte, Deutsch und Latein bis zum Ersten Staatsexamen 1916. Etwa seit dieser Zeit begann ein Briefwechsel mit Carl Heinrich Becker, dem späteren preußischen Kultusminister. Die Promotion erfolgte in Bonn 1921 mit einer Dissertation über Jean Pauls „Dualismus“. Von 1928 bis 1929 war er Studienrat in Altona, kurz auch Hilfsarbeiter im Preußischen Kultusministerium, dann ab 1930 als Professor an der Pädagogischen Akademie in Kassel bis zur Schließung 1932, darauf wiederum an Schulen in Schlüchtern, Dortmund und Marburg an der Lahn bis zur vorzeitigen Pensionierung am 1. Oktober 1937. Sell wanderte 1938 in die USA aus, wo er an der Harvard-University als Lecturer einen Lehrauftrag erhielt. Anschließend arbeitete er als Professor am Radcliffe College sowie am Mount Holyoke College in Massachusetts. Er wurde 1941 ausgebürgert und erhielt 1945 die US-Staatsbürgerschaft. In den 1920er Jahren schrieb er für die Deutsche Zentrumspartei. Später publizierte er besonders zu Thomas Mann. Bekannt wurde er durch seine kritische Analyse des deutschen Liberalismus.

## Schriften (Auswahl)
- Die Staatspolitik des Zentrums, Deutsche Zentrumspartei, Berlin 1924.
- Die Außenpolitik des Zentrums, Deutsche Zentrumspartei, Berlin 1924.
- Geschichtserlebnis und Geschichtsanschauung, Theologische Rundschau 1937, NF, S. 94–135.
- Ein Kommentar zu Thomas Manns „Doktor Faustus“, Madison 1948.
- Die Tragödie des deutschen Liberalismus, DVA, Stuttgart 1953 (zuerst University of Michigan).